# Skrzydłowarg skryty
Skrzydłowarg skryty (Pterinochilus cryptus) – gatunek pająka z rodziny ptasznikowatych. Endemit Angoli.

## Taksonomia
Gatunek ten opisany został po raz pierwszy w 2008 roku przez Richarda C. Gallona na łamach „Bulletin of the British Arachnological Society”. Opisu dokonano na podstawie dwóch samców oznaczonych wcześniej błędnie jako skrzydłowarg myszowaty (P. murinus). Jako lokalizację typową wskazano Lucirę w Angoli. Epitet gatunkowy oznacza w zlatynizowanej grece skryty i odnosi się do „ukrycia się” tego skrzydłowarga wśród okazów innego gatunku.

## Morfologia
Pająk osiągający od 21,6 do 26,2 mm długości ciała przy prosomie długości od 9,2 do 11,8 mm i szerokości od 6,4 do 7,5 mm.
Karapaks jest niski, o głębokiej, owalnej jamce, brązowy ze słabo zaznaczonymi, promieniście rozchodzącymi się paskami żółtobrązowego, wełnistego owłosienia. Szczękoczułki są żółtobrązowe i mają od 7 do 8 zębów na przedniej krawędzi bruzdy. Na tylno-bocznej powierzchni szczękoczułka leży skopula z dobrze wykształconych szczecinek pierzastych o funkcji strydulacyjnej, współpracująca z niepodzieloną skopulą podobnych szczecinek na przednio-bocznej powierzchni krętarza nogogłaszczka. Kuspuli na wardze dolnej jest około 30, podczas gdy na szczękach 80–95. W przeciwieństwie do podobnego skrzydłowarga myszowatego w odsiebnej części przednio-bocznej krawędzi szczęki brak jest szeregu grubych szczecin. Barwa sternum jest ciemnobrązowa. Odnóża są żółtobrązowe z ciemnobrązowymi spodami bioder. Skopule na nadstopiach i stopach pary od pierwszej do trzeciej są niepodzielone. Na ostatniej parze stóp są połowicznie, a na ostatniej parze nadstopi całkowicie podzielone wzdłużnym pasmem sztywnych szczecinek. U samca goleń odnóża pierwszej pary ma hak zbudowany z długiej, niemal walcowatej apofizy prowentralnej dystalnej, zaopatrzonej w długi, zakrzywiony i brzusznie sterczący kolec. Samcze nadstopie pierwszej pary jest wyprostowane, a udo trzeciej pary nieznacznie nabrzmiałe.
Opistosoma (odwłok) jest żółtobrązowa, bez wyraźnego wzoru. Tylna para kądziołków przędnych ma palcowate, silnie wydłużone człony wierzchołkowe.
Nogogłaszczki są żółtobrązowe. Samiec ma bulbus o gruszkowatym tegulum i wydłużonym, delikatnie zakrzywionym, zaostrzonym, pozbawionym kilów, prawie okrągłym na przekroju embolusie.

## Ekologia i występowanie
Dorosłe samce obserwowano we wrześniu.
Gatunek afrotropikalny, endemiczny dla Angoli, znany tylko z miejsca typowego.